# Anica Dobra
Anica Dobra (Beograd, 3. lipnja 1963.) jedna je od istaknutijih srbijanskih glumica. Nastupa i u njemačkim filmovima.
Kao tinejdžerica s roditeljima se seli u Njemačku, gdje pohađa školu od 1977. do 1981. godine. Nakon toga, vraća se u Beograd i upisuje Akademiju dramskih umjetnosti.
Godine 1988. je dobila nagradu na pulskom Festivalu igranog filma za glavnu ulogu u filmu Već viđeno.
Od 1990. godine počinje snimati filmove i televizijske serije u Njemačkoj. 

## Uloge
1. Pera Panker (1985.)
2. Pokondirena tikva (1986.) (TV) .... Evica
3. Već viđeno (1987.) .... Olgica
4. Život sa stricem (1988.) .... Korina
5. Balkan ekspres 2 (1988.) .... Lili, pjevačica
6. Balkan ekspres 2 (1989) TV serija .... Lili
7. Sabirni centar (1989.) .... Milica
8. Kako je propao rokenrol (1989.) .... Barbara
9. Rosamunde (1990.) (kao Anna Dobra) .... Rosamunde
10. Spieler (1990.) .... Kathrin
11. Nie im Leben (1991.)
12. Tito i ja (1992.) .... Majka
13. Crni bombarder (1992.) .... Luna
14. 5 Zimmer, Küche, Bad (199.2) (TV) .... Pia Janzen
15. Männer vom K3 - Dreckiges Geld (1993.) (TV) .... Petra Lindner
16. Frauen sind was Wunderbares (1994.) .... Michelle
17. Wachtmeister Zumbühl (1994.) .... Maria
18. Roula (1995.) .... Roula
19. Schlag 12 (1996.) (TV) .... Gisela
20. Honigmond (1996.) .... Linda
21. Tödliche Schwesterliebe (1996.) (TV) .... Meike
22. 5 Stunden Angst - Geiselnahme im Kindergarten (1996.) (TV) .... Martina Becker
23. Merkwürdige Verhalten geschlechtsreifer Großstädter zur Paarungszeit (1998.) .... Tamineh
24. Schimanski - Hart am Limit (1997.) (TV) .... Uta Maubach
25. Schimanski - Blutsbrüder (199.7) (TV)
26. Nackt im Cabrio (1997.) (TV) .... Rosa
27. Frau zu sein bedarf es wenig (1997.) (TV) .... Pauline Frohmut
28. Geisterstunde - Fahrstuhl ins Jenseits (1997.) (TV)
29. Weekend mit Leiche (1998.) (TV) .... Susi/Pia
30. ¿Bin ich schön? (1998.) .... Franziska
31. Alphamann: Die Selbstmörderin (1999.) (TV) .... Iwanka
32. Točkovi (1999.) .... Zana
33. Anwalt Abel - In tödlicher Gefahr (1999.) (TV) .... Fanny Götz
34. Bulle von Tölz - Tod eines Priester (1999.) (TV) .... Maria Burgicz
35. Falling Rocks (2000.) .... Barbara
36. Fast ein Gentleman (2000.) (TV) .... Melinda
37. Erleuchtung garantiert (2000.) .... Anica
38. Mutter wider Willen (2000.) (TV) .... Sonja Arnold
39. Der Verleger (2001.) (TV) .... Monika
40. Mayday! Überfall auf hoher See (2001.) (TV) .... Suzanne
41. Nataša (2001.) .... Sandra
42. Aszendent Liebe (2001.) (TV) .... Lena Moosbach
43. Ein Hund für alle Fälle (2002.) (TV) .... Alexandra Kulm
44. Dienstreise - Was für eine Nacht (2002.) (TV) .... Jana
45. Der Herr der Wüste (2003.) (TV) .... Annette Bucher
46. Tigeraugen sehen besser (2003.) (TV) .... Judith Behrens
47. Sperling und die Angst vor dem Schmerz (2003.) (TV) .... Thea Caspari
48. Der Freund meiner Mutter (2003.) (TV) .... Katrin
49. ABC des Lebens (2003.) (TV) .... Christiane
50. Mogelpackung Mann (2004.) (TV) .... Dr. Judith Müller
51. Ein Baby zum Verlieben (2004.) (TV) .... Antonia
52. Das Traumhotel - Verliebt auf Mauritius (2004.) (TV) .... Tina Berger
53. Ivkova slava (2005.) .... Sika ... udovica
54. Spezialauftrag: Kindermädchen (2005.) (TV) .... Jacky Meininger
55. Tatort - Der Tag des Jägers (2006.) (TV)
56. Klopka (2006.) .... Jelena
57. Ein Hauptgewinn für Papa (2006.) (TV) .... Xenia Teschmacher
58. Ein Familienschreck kommt selten allein (2006.) (TV) .... Simone
59. Die Alpenklinik (2006.) (TV) .... Miriam Berghoff
60. Frau Einstein (2007.) .... Mileva Marić-Einstein
61. Ljubav i drugi zločini (2008.) .... Anica
62. Žena sa slomljenim nosom (2010.)
63. Crno-bijeli svijet (2015. – 2020.) (TV) ... Jagoda
64. Deca zla (2023.) ... Mira Kovač

## Vanjske poveznice
- Anica Dobra u internetskoj bazi filmova IMDb-u